# Annette Herfkens
Annette Herfkens, née le 29 avril 1961 à Maracaibo au Venezuela, est une ancienne trader néerlandaise, essentiellement connue pour être l'unique survivante de l'accident d'avion du vol Vietnam Airlines 474 le 14 novembre 1992, après avoir survécu, grièvement blessée, pendant huit jours dans la jungle vietnamienne avant l'arrivée des secours.

## Vie privée
De confession catholique romaine, Annette Herfkens vit aujourd'hui à New York, a été mariée après l'accident aérien et est mère de deux enfants, une fille et un garçon autiste. Elle est la sœur de la diplomate néerlandaise Eveline Herfkens.

## Publications
- Turbulences, le récit d'une survivante, Payot, 2016, traduction de l'anglais américain par Céline Alexandre  (ISBN 978-2-22-891439-0)